# 王火
王火（1924年7月—），男，上海人，籍贯江苏如东，中国作家协会成员，中国共产党党员。曾是第五届和第六届全国政协委员。

## 生平
1924年，王火出生在上海市。
1943年，王火开始发表作品。
1948年，王火加入中华全国文艺界协会。同年，从复旦大学新闻系毕业。
1949年，王火在上海总工会工作。
1950年，王火担任劳动出版社的编辑。
1953年，王火调到中华全国总工会，担任《中国工人》杂志主编。
1961年，王火到山东省临沂市担任地方中学的校长。
1979年，王火加入中国作家协会。
1983年，王火担任四川人民出版社副总编和四川文艺出版社总编辑。
1987年 ，王火退休。

## 作品

### 长篇小说
- 《战争和人》三部曲[1]
  - 《月落乌啼霜满天》1987年人民文学出版社
  - 《山在虚无缥缈间》1989年人民文学出版社
  - 《枫叶荻花秋瑟瑟》1992年人民文学出版社
- 《外国八路》1981年百花文艺出版社
- 《血染春秋——节振国传奇》1982年百花文艺出版社[3]
- 《浓雾中的火光》1983年重庆出版社
- 《雪祭》1988年重庆出版社
- 《流萤传奇》1992年明天出版社
- 《禅悟》1993年湖南文艺出版社
- 《女人夜沙龙》1996年四川文艺出版社
- 《霹雳三年》1999年人民文学出版社[2]
- 《在“忠”字旗下跳舞》1999年中国文联出版公司
- 《东方阴影》2008四川文艺出版社

### 中篇小说
- 《赤胆忠心》1957年工人出版社
- 《夜的悲歌》1982年
- 《白下旧梦》1983年3期《收获》
- 《潜网上的漩涡》1985年2期《收获》
- 《隐私权》1990年花城出版社
- 《单行道上的女经理》1992年1月《上海小说》
- 《迷宫悲喜》1995年第4期《人民文学》
- 《异国的秋雨黄昏》1996年第1期《十月》
- 《边陲军魂》

### 短篇小说集
- 《东方威尼斯：一个京剧女演员的传奇》1983年山东人民出版社
- 《心上的海潮》1985年花山文艺出版社
- 《梦中人生》1989年四川文艺出版社
- 《流星》2000年重庆出版社
- 《二七大罢工》
- 《从五卅到大革命》

### 散文集
- 《西窗烛》1991年四川教育出版社
- 《五味人生》1999年四川教育出版社
- 《长相依》2004年北京十月文艺出版社

### 电影剧本
- 《平鹰坟》1977年上海电影制片厂
- 《明月天涯》1981年1期《花城》
- 《外国八路》1982年3期《电影剧本园地》
- 《绿云寒》1995年4月《峨眉》

### 文集
《文火文集》12卷，2017年四川文艺出版社

## 奖项
- 1997年，《战争和人》荣获第二届国家图书奖、第四届茅盾文学奖。
- 2012年，美国中国作家联谊会第一届东方文豪奖终身成就奖。